# Oporelu (gmina)
Obârșia – gmina w Rumunii, w okręgu Aluta. Obejmuje miejscowości Beria de Jos, Beria de Sus, Oporelu i Rădești. W 2011 roku liczyła 1250 mieszkańców.